# Leandra amplexicaulis
Leandra amplexicaulis är en tvåhjärtbladig växtart som beskrevs av Dc.. Leandra amplexicaulis ingår i släktet Leandra och familjen Melastomataceae. Inga underarter finns listade i Catalogue of Life.